# Толстянка пронзеннолистная
Толстянка пронзённолистная (лат. Crassula perfoliata) — типовой вид суккулентных растений рода Толстянка (Crassula) семейства Толстянковые (Crassulaceae), естественно произрастающий на территории нескольких странах Южной Африки.   

## Описание

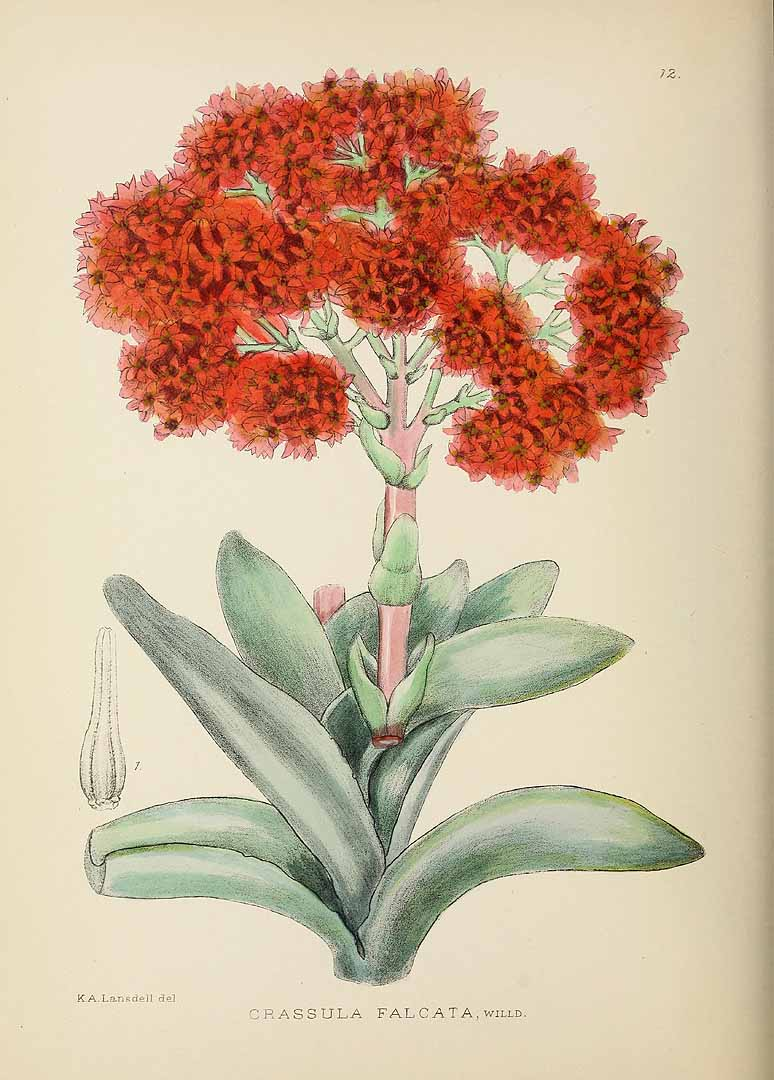
Ботаническая иллюстрация

Толстянка пронзённолистная — многолетний кустарник или полукустарник с прямостоячими ветвями, достигающими длины до 1,5 м. Ветви маловетвистые, покрытые грубыми, жесткими сосочками, которые часто имеют округлую форму. Листья не опадают и могут быть от ланцетных до треугольных или продолговато-серповидных размером от 40 до 120 (иногда до 150) на 12-35 (временами до 40) мм. Они острые или тупые, сжатые в дорсивентральном направлении и выпуклые сверху, либо выпуклые снизу, иногда слегка сжатые с боков. Листья плотно покрыты округлыми или неправильной формы сосочками, которые могут быть зелеными или серыми, иногда с пурпурными пятнами.
Соцветие представляет собой округло-плосковершинный тирс, достигающий длины 30-100 (в редких случаях 150) мм на цветоносе. Чашечка имеет треугольные лопасти, длиной 1-3 мм, острые, покрытые раскидистыми волосками и краевыми ресничками, мясистые и зеленые. Венчик трубчатый, сросшийся в основании на 1-1,5 мм, может быть белым, розовым или алым; лопасти продолговато-обратноланцетные, длиной 3-6 мм, с загнутыми вершинами. Тычинки с черными пыльниками. Чешуйки поперечно-продолговатые, размером 0,2-0,4 на 0,5-0,6 мм, обычно выемчатые, слегка перетянутые книзу, мясистые и желтые.

## Распространение
Южно-Африканская Республика (Капская провинция, Северные провинции, Квазулу-Натал), Мозамбик, Эсватини, Зимбабве.

## Таксономия
Crassula perfoliata L., первое упоминание в Sp. Pl.: 282 (1753).

### Синонимы
Гомотипные (основанные на одном и том же номенклатурном типе):
- Rochea perfoliata (L.) DC.

### Разновидности
Согласно данным сайта Plants of the World Online на 2023 год, род состоит из 4 разновидностей:
| Название | Изображение | Описание | Распространение                                                                                         |
| --- | ----------- | --- | --- |
| Crassula perfoliata var. coccinea (Sweet) G.D.Rowley |             | Обладает красными, более крупными цветками, листья ланцетно-треугольные, канальцевые, прямостоячие и раскидистые.                                                   | Долины рек между Порт-Элизабет и Кинг-Уильямс-Таун.                                                     |
| Crassula perfoliata var. falcata (J.C.Wendl.) Toelken — Толстянка пронзённолистная разновидность серповидная, или Крассула серповидная (син. Crassula falcata) |             | Характеризуется серо-зелеными серповидными листьями, расположенными парами и перекрывающими друг друга вдоль обычно неразветвленного стебля. Цветки ярко-красные.   | Восточный Кейп.                                                                                         |
| Crassula perfoliata var. heterotricha (Schinz) Toelken |             | Компактное растение меньших размеров (40 см в высоту), разветвленное, с прямостоячими листьями. Цветки небольшие, белые, появляются зимой.                          | Распространено от Умтата на север через Квазулу-Натал и Трансвааль до юго-восточной тропической Африки. |
| Crassula perfoliata var. perfoliata |             | Многолетнее растение, маловетвистое, достигающее высоты до 1,3 м. Листья ланцетные, прямостоячие, с желобчатыми верхушками. Цветки мелкие, белые, появляются летом. | Распространено от севера Порт-Элизабет до Грааф-Рейне и Уиллоумор (Willowmore).                         |